# Fluência
A fluência (também chamada de volubilidade e eloquência) refere-se à continuidade, suavidade, velocidade e esforço na produção da fala. Também é usado para caracterizar a produção de linguagem, habilidade de linguagem ou proficiência em linguagem.
Na fonoaudiologia, significa o fluxo com que sons, sílabas, palavras e frases se juntam ao falar rapidamente, onde o distúrbio da fluência tem sido usado como um termo coletivo para taquifemia e gagueira.

## Definição
Fluência é um termo relacionado à produção da linguagem, por um lado, que é usado na habilidade ou proficiência da linguagem. Também é usado para caracterizar a produção da fala, por outro lado, com alguma sobreposição.
Na fonoaudiologia, significa a suavidade ou fluidez com que sons, sílabas, palavras e frases se juntam ao falar rapidamente. Refere-se à "continuidade, suavidade, ritmo e esforço na produção da fala". O termo distúrbio da fluência tem sido usado como um termo coletivo para taquifemia e gagueira desde pelo menos 1993.
A fluência é propriedade de uma pessoa ou de um sistema que entrega informações com rapidez e competência.

## Uso da linguagem
A fluência do idioma é um dos vários termos usados para caracterizar ou medir a capacidade de linguagem de uma pessoa, geralmente usado em conjunto com precisão e complexidade. Embora não haja definições ou medidas amplamente aceitas de fluência linguística, normalmente se diz que alguém é fluente se o uso da língua parece fluido ou natural, coerente e fácil em oposição a uso lento e interrompido. Em outras palavras, a fluência é frequentemente descrita como a capacidade de produzir linguagem sob demanda e ser compreendido.
Diferentes definições de fluência a caracterizam pela automaticidade do usuário da língua, sua velocidade e coerência de uso da língua, ou a extensão e velocidade de sua saída de fala. As teorias da automaticidade postulam que os usuários mais fluentes da linguagem podem gerenciar todos os componentes do uso da linguagem sem prestar atenção a cada componente individual do ato. Em outras palavras, a fluência é alcançada quando se pode acessar o conhecimento da língua e produzir a linguagem inconscientemente, ou automaticamente. As teorias que se concentram na velocidade ou duração e velocidade da fala normalmente esperam que os usuários fluentes da língua produzam a linguagem em tempo real sem pausas incomuns, falsos começos ou repetições (reconhecendo que alguma presença desses elementos é naturalmente parte da fala). Às vezes, a fluência é considerada uma medida de desempenho, e não um indicador de conhecimento linguístico mais concreto e, portanto, a percepção e a compreensão são muitas vezes as principais formas de entender a fluência.
A fluência da linguagem às vezes é contrastada com precisão (ou correção do uso da linguagem, especialmente correção gramatical) e complexidade (ou um conhecimento mais abrangente de vocabulário e estratégias de discurso). Fluência, precisão e complexidade são componentes distintos, mas inter-relacionados, da aquisição e proficiência da linguagem.

### Tipos
Existem quatro tipos de fluência comumente discutidos: fluência de leitura, fluência oral, fluência de leitura oral e fluência escrita ou composicional. Esses tipos de fluência estão inter-relacionados, mas não necessariamente se desenvolvem em conjunto ou linearmente. Pode-se desenvolver fluência em certos tipos e ser menos fluente ou não fluente em outros.
No sentido de proficiência, "fluência" abrange uma série de habilidades relacionadas, mas separáveis:
- A fluência de leitura refere-se ao vínculo entre o reconhecimento de palavras durante a leitura e a compreensão da leitura,[6][13] que se manifesta na velocidade e precisão com que se é capaz de ler o texto.[6] As pesquisas sobre fluência de leitura alinham conceitos de precisão, automaticidade e prosódia.[13] Para alcançar a fluência de leitura, os leitores devem ter conhecimento do conteúdo da língua, bem como do vocabulário que está sendo usado. As intervenções destinadas a ajudar as crianças a aprender a ler fluentemente geralmente incluem alguma forma de leitura repetida, mas esse processo pode ser diferente para crianças com dificuldades de aprendizagem, que podem ter dificuldades com a fluência de leitura.[7] A presença de um leitor fluente, contribui para desenvolver a fluência na leitura, uma vez que ele exerce a função do exemplo, fazendo a leitura em voz alta evidenciando os elementos do texto e fazendo a entonação quando é necessário.[14]
- A fluência oral ou a fluência da fala é uma medida tanto da produção quanto da recepção da fala, pois um falante fluente deve ser capaz de entender e responder aos outros em uma conversa. A linguagem falada é tipicamente caracterizada por qualidades aparentemente não fluentes (por exemplo, fragmentação, pausas, falsos começos, hesitação, repetição) por causa do "estresse da tarefa". A fluência oral de uma pessoa pode, portanto, ser entendida em termos de percepção, e se essas qualidades de fala podem ser percebidas como esperadas e naturais (ou seja, fluentes) ou incomuns e problemáticas (ou seja, não fluentes).[6]
- A fluência de leitura oral às vezes é distinguida da fluência oral. Fluência de leitura oral refere-se à capacidade de ler palavras com precisão e rapidez, usando boa expressão vocal e fraseado.[13] A fluência da leitura oral costuma estar ligada à Teoria da Prosódia de Schreiber, que dá importância ao tom, ao ritmo e à expressividade da fala.[15]
- A fluência escrita ou composicional pode ser medida de várias maneiras. Os pesquisadores mediram o comprimento da composição (especialmente sob condições cronometradas), palavras produzidas por minuto, comprimento da frase ou palavras por cláusula. Medidas de proporção (por exemplo, palavras por cláusula, palavras por sentença e palavras por sentença sem erros) têm sido historicamente as mais válidas e confiáveis.[7]

### Na aquisição de segunda língua
Como uma avaliação da fluência é tipicamente uma medida ou caracterização da capacidade de linguagem de uma pessoa, determinar a fluência pode ser uma tarefa mais desafiadora quando o falante está adquirindo um segundo idioma. Geralmente, pensa-se que quanto mais tarde na vida um aluno se aproxima do estudo de uma língua estrangeira, mais difícil é adquirir habilidades de compreensão receptiva (auditiva) e produção fluente (fala). Para os adultos, uma vez estabelecida a língua materna, a aquisição de uma segunda língua pode ocorrer de forma mais lenta e menos completa, afetando a fluência. No entanto, a hipótese do período crítico é um tema muito debatido, com alguns estudiosos afirmando que os adultos podem de fato se tornar fluentes na aquisição de uma segunda língua. Por exemplo, as habilidades de leitura e escrita em uma língua estrangeira podem ser adquiridas mais facilmente mesmo após o término do período de aquisição da língua primária da juventude.
Assim, embora muitas vezes se suponha que as crianças aprendem línguas mais facilmente do que adolescentes e adultos, o inverso é de fato verdadeiro; alunos mais velhos são mais rápidos. A única exceção a esta regra está na pronúncia. As crianças pequenas invariavelmente aprendem a falar sua segunda língua com pronúncia nativa, enquanto os alunos que começam a aprender um idioma em uma idade mais avançada raramente atingem um nível semelhante ao nativo.

#### Aquisição de segunda língua em crianças
Como a infância é um período crítico, a opinião generalizada sustenta que é mais fácil para as crianças aprenderem uma segunda língua (L2) do que para os adultos. As crianças podem até adquirir fluência nativa quando expostas ao idioma de forma consistente com interação rica em um ambiente social. Além da capacidade, fatores como; 1) motivação, 2) aptidão, 3) características de personalidade, 4) idade de aquisição 5) tipologia da primeira língua 6) status socioeconômico e 7) qualidade e contexto da entrada da L2 desempenham um papel na taxa de aquisição da L2 e na construção da fluência. A aquisição da segunda língua tem a capacidade de influenciar o crescimento cognitivo e o desenvolvimento linguístico das crianças.
A habilidade que consiste na capacidade de produzir palavras na língua-alvo desenvolve-se até a adolescência. A capacidade natural de adquirir um novo idioma com um esforço deliberado pode começar a diminuir por volta da puberdade, ou seja, 12 a 14 anos de idade. Ambiente de aprendizagem, materiais instrucionais compreensíveis, professor e aluno são elementos indispensáveis no SLA e no desenvolvimento da fluência nas crianças. A leitura extensiva em L2 pode oferecer benefícios duplos na aprendizagem de línguas estrangeiras, ou seja, "ler para compreender o inglês e ler para aprender o inglês".
O estudo de Paradis (2006) sobre a aquisição da linguagem infantil e a construção da fluência examina como os padrões de aquisição da primeira e segunda línguas são geralmente semelhantes, incluindo vocabulário e morfossintaxe. A fonologia da primeira língua geralmente é aparente na aquisição da segunda língua e a influência inicial da L1 pode durar toda a vida, mesmo para crianças aprendizes de L2.
As crianças podem adquirir uma segunda língua simultaneamente (aprender L1 e L2 ao mesmo tempo) ou sequencialmente (aprender L1 primeiro e depois L2). No final, eles desenvolvem fluência em ambos com uma língua dominante que é falada em grande parte pela comunidade em que vivem.
De acordo com um vídeo do YouTube de 2014, existem cinco estágios de aquisição de segunda língua e desenvolvimento de fluência:
1. Pré-produção ou Silencioso/receptivo
2. Produção antecipada
3. Emergência da fala
4. fluência intermediária
5. Fluência avançada.

#### Aquisição de segunda língua em adultos
O processo de aprendizagem de um segundo idioma ou "L2" entre os alunos mais velhos difere dos alunos mais jovens por causa de sua memória de trabalho. A memória de trabalho, também ligada à fluência porque lida com respostas automáticas, é vital para a aquisição da linguagem. Isso acontece quando as informações são armazenadas e manipuladas temporariamente. Durante a memória de trabalho, as palavras são filtradas, processadas e ensaiadas, e as informações são armazenadas enquanto se concentra na próxima parte da interação. Esses falsos começos, pausas ou repetições encontrados nas avaliações de fluência também podem ser encontrados na memória de trabalho de uma pessoa como parte da comunicação.
Aqueles com educação igual ou inferior ao ensino médio são menos propensos a fazer aulas de idiomas. Verificou-se também que as mulheres e os jovens imigrantes têm maior probabilidade de frequentar aulas de línguas. Além disso, imigrantes altamente qualificados que buscam empregos qualificados – que exigem habilidades interpessoais e interculturais difíceis de aprender – são os mais afetados pela baixa fluência na L2.

## Fonoaudiologia
Fluência é um termo da fonoaudiologia que significa a suavidade ou fluidez com que sons, sílabas, palavras e frases são unidos ao falar rapidamente. O termo distúrbio da fluência tem sido usado como um termo coletivo para taquifemia e gagueira. Ambos os distúrbios apresentam quebras na fluidez da fala e ambos apresentam a quebra da fluência na repetição de partes da fala.

## Avaliação automática da fluência do idioma
Vários sistemas automáticos foram desenvolvidos para avaliar a fluência da fala em crianças ou em aprendizes de segunda língua. Os primeiros sistemas usavam o reconhecimento automático de fala para computar medidas objetivas, como fala ou taxa de articulação, que eram fortemente associadas a classificações subjetivas de fluência de fala. Estudos mais recentes mostraram que medidas acústicas automáticas (ou seja, sem o uso de qualquer sistema de reconhecimento automático de fala) também podem ser usadas para medir a fluência da fala em aprendizes de segunda língua ou em crianças.

## Na criatividade
A partir de 1988, estudos na avaliação da criatividade listaram a fluência como um dos quatro elementos primários do pensamento criativo, sendo os outros a flexibilidade, a originalidade e a elaboração. A fluência no pensamento criativo é vista como a capacidade de pensar rapidamente em muitas ideias diversas.